# Charles Sturt
El capitán Charles Napier Sturt (28 de abril de 1795 - 16 de junio de 1869) fue un explorador y naturalista británico de Australia. Lideró varias expediciones al interior del continente, partiendo tanto desde Sídney como de Adelaida. Sus expediciones siguieron el flujo de varios ríos hacia el occidente, llegando a la conclusión de que todos acababan convergiendo en el río Murray. En un principio, su intención era la de comprobar si existía un "mar interior" en Nueva Gales del Sur.

## Biografía
Charles Sturt nació en Bengal, India Británica, el hijo mayor (de trece hermanos) de Thomas Lenox Napier Sturt, un juez de la Compañía Británica de las Indias Orientales. A sus cinco años, Charles fue enviado a Inglaterra para recibir su educación, y luego de ir a la escuela preparatoria fue enviado a Harrow en 1810. En 1812 Charles fue a leer con un Sr. Preston cerca de Cambridge, pero su padre no era hombre adinerado y tuvo dificultades a la hora de encontrar el dinero para enviarlo a Cambridge, o para establecerlo en una profesión. Una tía realizó una solicitud al Príncipe Regente, y el 9 de septiembre de 1813, Sturt fue incorporado como cabo con el 39.º Regimiento a Pie de Dorsetshire en el Ejército Británico. Sturt entró en combate con el Duque de Wellington en la Guerra Peninsular y contra los americanos en Canadá, regresando a Europa días después de la Batalla de Waterloo. Sturt fue ascendido a teniente el 7 de abril de 1823 y luego a capitán el 15 de diciembre de 1825. Con un destacamento de su regimiento, Sturt escoltó convictos a bordo del Mariner a Nueva Gales del Sur, llegando a Sídney el 23 de mayo de 1827.

## Viaje a Australia y sus dos primeras expediciones

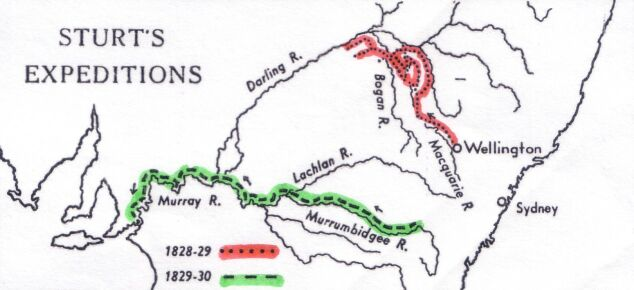
Primeras expediciones de Sturt

Sturt descubrió que el clima y las condiciones en Nueva Gales del Sur eran mucho mejores de lo que había anticipado y nació en él un gran interés en el país. El gobernador de Nueva Gales del Sur, Ralph Darling, se forjó una muy buena opinión de Sturt y lo nombró mayor de una brigada y secretario militar. Sturt se volvió amigo de John Oxley, Allan Cunningham, Hamilton Hume y otros exploradores. Sturt tenía muchas ganas de explorar el interior australiano, en especial los ríos.
Sturt recibió la aprobación del gobernador Darling el 4 de noviembre de 1828 para explorar el área del río Macquarie en el oeste de Nueva Gales del Sur. Pero no fue sino hasta el 10 de noviembre que su expedición partió. Esta consistía de Sturt, su sirviente Joseph Harris, dos soldados y ocho convictos; el 27 de noviembre Hamilton Hume se unió al grupo como primer asistente de Sturt. La experiencia de Hume resultó ser muy útil. Pasaron una semana en Wellington Valley acostumbrando a los bueyes y caballos para el viaje y el 7 de diciembre comenzó el viaje hacia el territorio relativamente poco conocido. El periodo entre 1828 y 1829 fue uno de sequía y fue difícil conseguir suficiente agua. Habían seguido las rutas de los ríos Macquarie, Bogan y Castlereagh, y aunque su importancia apenas se había comenzado a comprender, el río Darling había sido descubierto. El grupo regresó a Wellington Valley el 21 de abril de 1829. La expedición comprobó que Nueva Gales del Sur no tenía un mar interior, pero aumentó el misterio sobre el destino de los ríos de Nueva Gales del Sur que fluían hacia el oeste

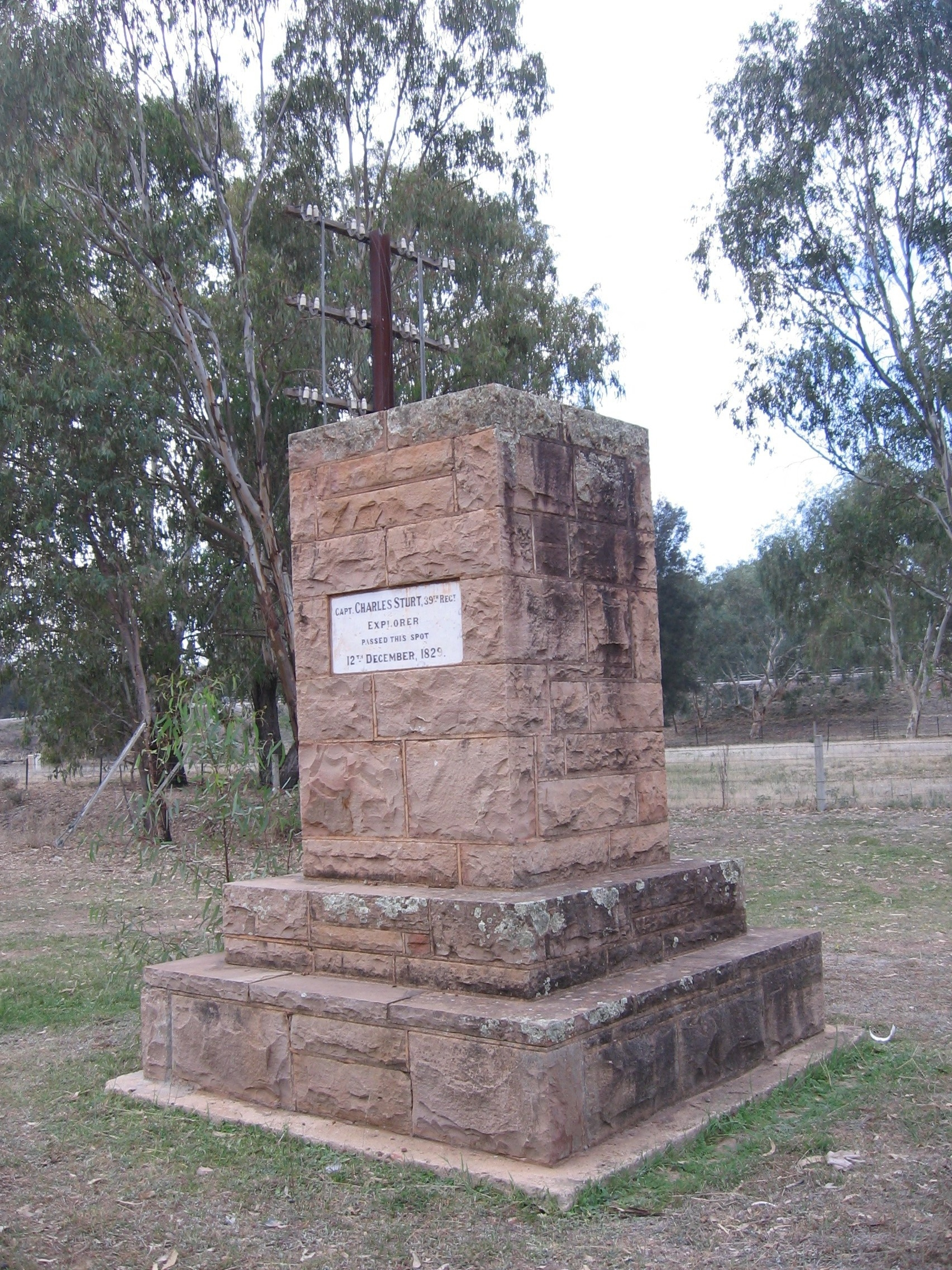
Monumento a Stuart en Narrandera, Nueva Gales del Sur, en el río Murrumbidgee.

En 1829, el gobernador Darling aprobó una expedición para resolver este misterio. Sturt propuso viajar río abajo por el Murrumbidgee, cuya extensión había sido avistada por la expedición de Hume Hovell. En lugar de Hume, quien no pudo unirse al grupo, George Macleay viajó como "acompañante más que como asistente". Una barcaza construida en secciones fue llevada por ellos y ensamblada, y el 7 de enero de 1830 comenzó el tumultuoso viaje río abajo. En enero de 1830, la expedición de Sturt llegó a la confluencia del Murrumbidgee y un río mucho más grande, el cual Sturt llamó río Murray. Este era, de hecho, el mismo río que Hume y Hovelll habían cruzado más adelante y llamado el Hume. En muchas ocasiones la expedición se vio amenazada por los aborígenes, pero Sturt siempre encontró maneras de apaciguarlos.
Sturt procedió entonces río abajo por el Murray hasta llegar a la confluencia del río con el Darling. Hasta ese punto, Sturt había comprobado que todos los ríos que fluían hacia el oeste, finalmente desembocaban en el Murray. En febrero de 1830, la expedición llegó a un lago de gran tamaño, al cual Sturt le dio el nombre de Lago Alexandria. Unos días después, llegaron al mar. Allí hicieron el decepcionante descubrimiento de que la desembocadura del Murray era un laberinto de lagunas y arenales, imposible de navegar.
La expedición luego se tuvo que enfrentar a la tarea de remar contra la corriente en el Murray y el Murrumbidgee bajo el calor del verano australiano. Sus suministros se agotaron y cuando llegaron a Narrandera en abril no pudieron continuar. Sturt envió a dos hombres a pie en búsqueda de suministros y estos regresaron a tiempo para evitar que la expedición muriera de hambre, pero Sturt quedó ciego por varios meses y nunca recuperó su salud por completo. Para cuando volvieron a Sídney habían remado unos 2900 kilómetros por el sistema fluvial.

## Regreso a Inglaterra
Sturt sirvió brevemente como comandante en Norfolk Island, en donde se estaba armando un motín, pero en 1832 se vio obligado a regresar a Inglaterra por enfermedad y llegó allí casi completamente ciego. En 1833 publicó su libro Two Expeditions into the Interior of Southern Australia during the years 1828, 1829, 1830 and 1831, del que en 1834 se publicó una segunda edición. Por primera vez el público en Inglaterra comprendió la importancia del trabajo de Sturt. El gobernador Darling envió una solicitud de promoción para Sturt algo tardía, y finalmente no fue aceptada. No obstante, esta solicitud hizo que Australia Meridional sea elegida como el nuevo lugar para un nuevo asentamiento que en ese entonces se estaba considerando. En mayo de 1834, en honor a sus servicios, Sturt solicitó tierras en las que él pretendía hacer su hogar en Australia, y en julio se dieron instrucciones para que le sean otorgadas 5.000 ha a cambio de que Sturt renuncie a sus derechos de jubilación. El 20 de septiembre de 1834 Sturt se casó con Charlotte Christiana Greene, la hija de un viejo amigo de su familia, y poco después regresó a Australia.

## Regreso a Australia
Sturt regresó a Australia a mediados de 1835 para comenzar a trabajar la tierra que recientemente le había otorgado el gobierno de Nueva Gales del Sur en los tramos bajos del Arroyo Ginninderra, cerca de la actual Canberra. (Sturt llamó a su propiedad 'Belconnen', un nombre que hoy en día es utilizado para una localidad cercana). En 1838, él junto a Giles Strangways, un Señor McLeod y el Capitán John Finnins arrearon ganado desde Sídney hasta Adelaida, comprobando en el camino de que el Hume y el Murray eran el mismo río. En septiembre de 1838 lideró una expedición a la desembocadura del Murray que finalmente cerró la discusión sobre la viabilidad de que Adelaida sea la capital colonial. Luego de regresar a NSW para atender asuntos personales, Sturt se mudó a Grange, Australia Meridional a principios de 1839 y fue nombrado agrimensor general hasta la inesperada llegada del agrimensor general designado desde Londres, Edward Frome. Mientras tanto, en diciembre de 1839, Sturt y su esposa acompañaron a George Gawler, Julia Gawler y Henry Inman en una expedición del río Murray, descubriendo la Montaña Bryan. Julia Gawler, Charlotte Sturt y la sirviente de Charlotte se convirtieron en las primeras mujeres blancas en viajar por el Murray. Sturt fue registrador general por un tiempo, pero poco después propuso una expedición importante al interior de Australia para restaurar su reputación en la colonia y Londres.

## Exploración desde Adelaida: tercera y última expedición

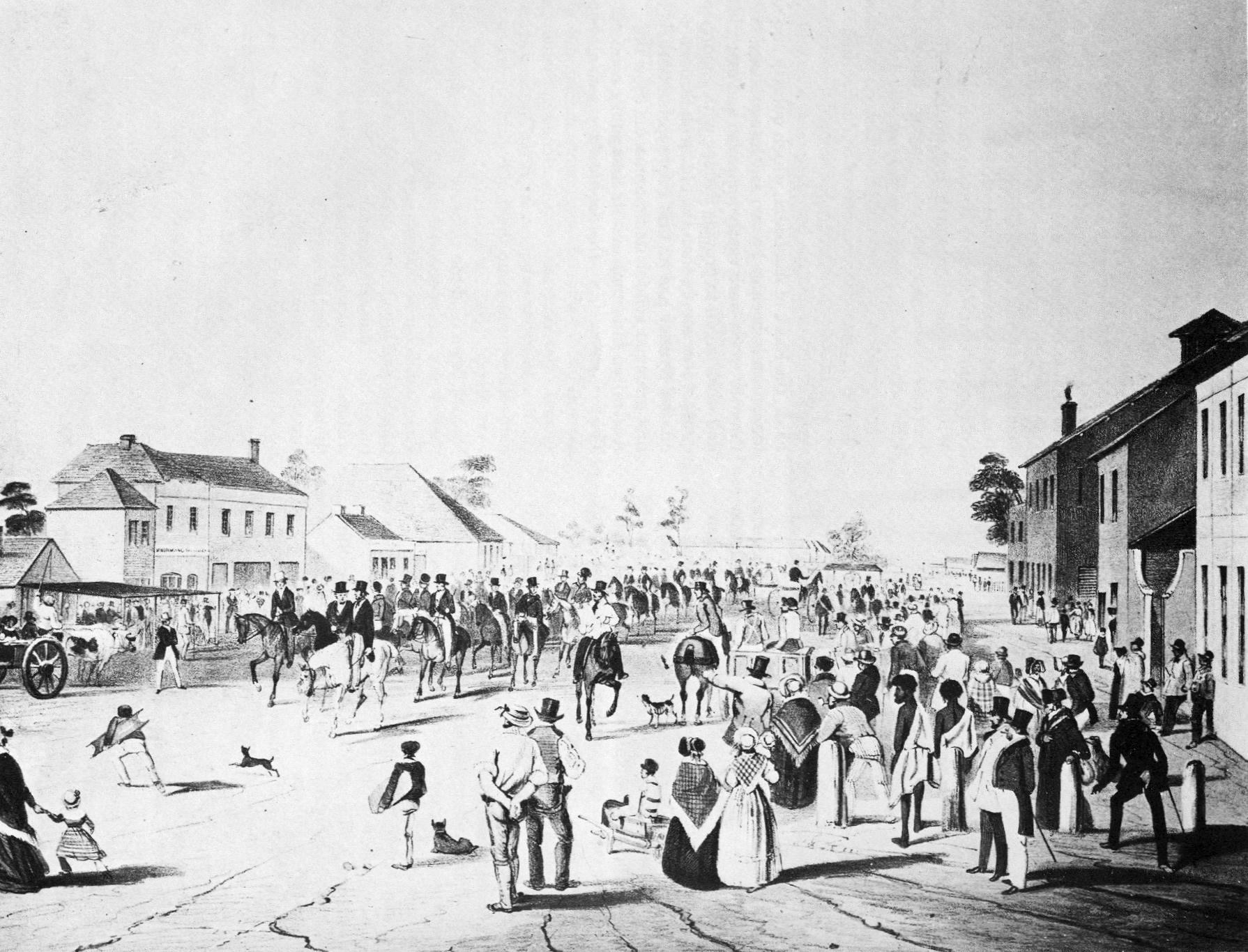
Ilustración de Sturt saliendo de Adelaida en 1844

Sturt estaba convencido de que era su destino descubrir un gran lago de agua salada, conocido como "el mar interior", en el centro de Australia. Por lo menos, quería ser el primer explorador en poner un pie en "el centro" de Australia. En agosto de 1844, partió con un grupo de 15 hombres, 200 ovejas, seis vagones y un bote para explorar el noroeste de Nueva Gales del Sur y avanzar hacia el centro de Australia. Viajaron a lo largo de los ríos Murray y Darling antes de pasar por la futura ubicación de Broken Hill, pero luego se quedaron parados por meses debido a las extremas condiciones del verano cerca de lo que hoy en día es Milparinka. Cuando la lluvia finalmente llegó, Sturt se movió hacia el norte y estableció un depósito en Fort Grey en lo que hoy en día es el Parque nacional Sturt. Con un pequeño grupo de hombres, incluyendo al explorador John McDouall Stuart como su diseñador, Sturt cruzó el Desierto Pedregoso de Sturt hasta el Desierto de Simpson, punto en el cual no pudo continuar y se vio obligado a regresar al depósito. Sturt hizo un segundo intento de llegar al centro de Australia, pero se enfermó de escorbuto debido a las condiciones extremas. Su salud se deterioró y se vio obligado a desistir. John Harris Browne, el médico de la expedición, ayudó a Sturt, tomando el control de la expedición y luego de viajar 3.000 kilómetros lo llevó de vuelta a casa.

## Vida posterior y legado

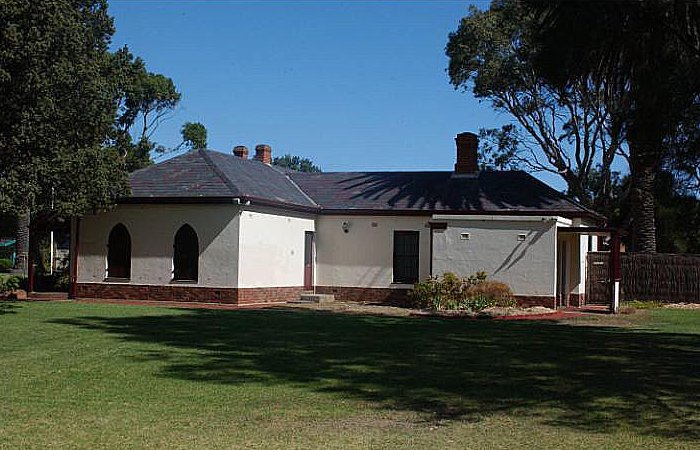
The Grange, la cabaña de Sturt, ubicada en el suburbio de Adelaida de Grange.

A principios de 1847 Sturt fue a Inglaterra con permiso médico. Llegó en octubre y recibió la medalla de oro de la Sociedad Geográfica Real. Preparó su Narrative of an Expedition into Central Australia para que sea publicada, aunque no fue si no hasta principios de 1849 que finalmente lo hizo. Durante estos años volvió a sufrir problemas de la vista.
El 30 de diciembre de 1851, Sturt renunció a su cargo y comenzó a recibir una pensión de £600 al año y se mudó a una propiedad de 500 ha cerca de Adelaida y el mar. No obstante, el descubrimiento de oro había aumentado el costo de vida, y el 19 de marzo de 1853 Sturt y su familia zarpó con destino a Inglaterra. Sturt vivió en Cheltenham y se dedicó a la educación de sus hijos.
Sturt aplicó para la posición de gobernador de Victoria en 1855 y de Queensland en 1858, pero sin éxito. La edad de Sturt, la incertidumbre sobre su salud, y sus ingresos relativamente modestos jugaron en su contra. Para 1860, los tres hijos de Sturt estaban en el ejército y el resto de su familia se había mudado a Dinan para economizar luego de gastos en educación y otros. Desafortunadamente el pueblo se volvió poco saludable en 1863 y tuvieron que regresar a Cheltenham. En 1864, Sturt sufrió mucho al recibir la noticia de la muerte de uno de sus hijos en India. En marzo de 1869 asistió a la cena inaugural de la Sociedad Colonial, en la cual Lord Granville mencionó que era la intención del gobierno la de extender la Orden de San Miguel y San Jorge a las colonias. Sturt dejó ser persuadido por familiares y amigos y envió su aplicación para recibir el título de caballero, pero poco después se arrepintió de la decisión cuando se enteró de que había innumerables aplicaciones.
La salud de Sturt había sido muy inestable, y el 16 de junio de 1869 murió repentinamente. Dejó con vida a su esposa, dos hijos, el Coronel Napier George Sturt, R.E. y el Mayor General Charles Sheppey Sturt, y su hija Charlotte. La señora Sturt recibió una pensión civil de £80 al año, y la reina le otorgó el título de Lady Sturt, como si la nominación para caballero de la Orden de San Miguel y San Jorge hubiera sido aceptada.

## Honores

### Eponimia
- la Ciudad de Charles Sturt en los suburbios noreste de Adelaida
- Sturt, Australia Meridional, un suburbio al sur de Adelaida
- la división electoral de Sturt en los suburbios al este de Adelaida
- Universidad Charles Sturt en Nueva Gales del Sur
- la Carretera Sturt entre Wagga Wagga y Adelaida
- la Arveja del Desierto de Sturt
- la Rosa del Desierto de Sturt
- el Desierto Pedregoso de Sturt
- TS Sturt de los Cadetes de la Marina Australiana

La casa de Sturt, conocida como The Grange, en el suburbio de Adelaida de Grange, es conservada actualmente como un museo.
El actor australiano-estadounidense Rod Taylor, cuyo segundo nombre es Sturt, es el tatara-tatara sobrino de Sturt.